# Phare de Beeves Rock
Le phare de Beeves Rock est un phare situé sur un îlot dans l'estuaire du fleuve Shannon dans le Comté de Clare (Irlande). Il est géré par les autorités portuaires de Limerick.

## Histoire
Cette maison-phare a été construite en 1855 sur un îlot de l'estuaire du Shannon. La tour domine le niveau de la mer de 18 m. La construction, entièrement en pierre, est entourée entièrement par une digue de 4 m de haut pour la protéger des vagues en cas de tempête. Seules la lanterne et la galerie sont peintes en blanc.
Il émet un flash blanc toutes les 5 secondes, ainsi qu'un rouge vers le nord nord-ouest.
Ce phare, géré d'abord par les commissioners of Irish Lights, a remplacé une balise en pierre construite en 1816. Depuis 1981, il est géré directement par la Shannon Foynes Port Company  de Limerick. Il n'est accessible qu'en bateau. Le site est fermé.